# Faldellí

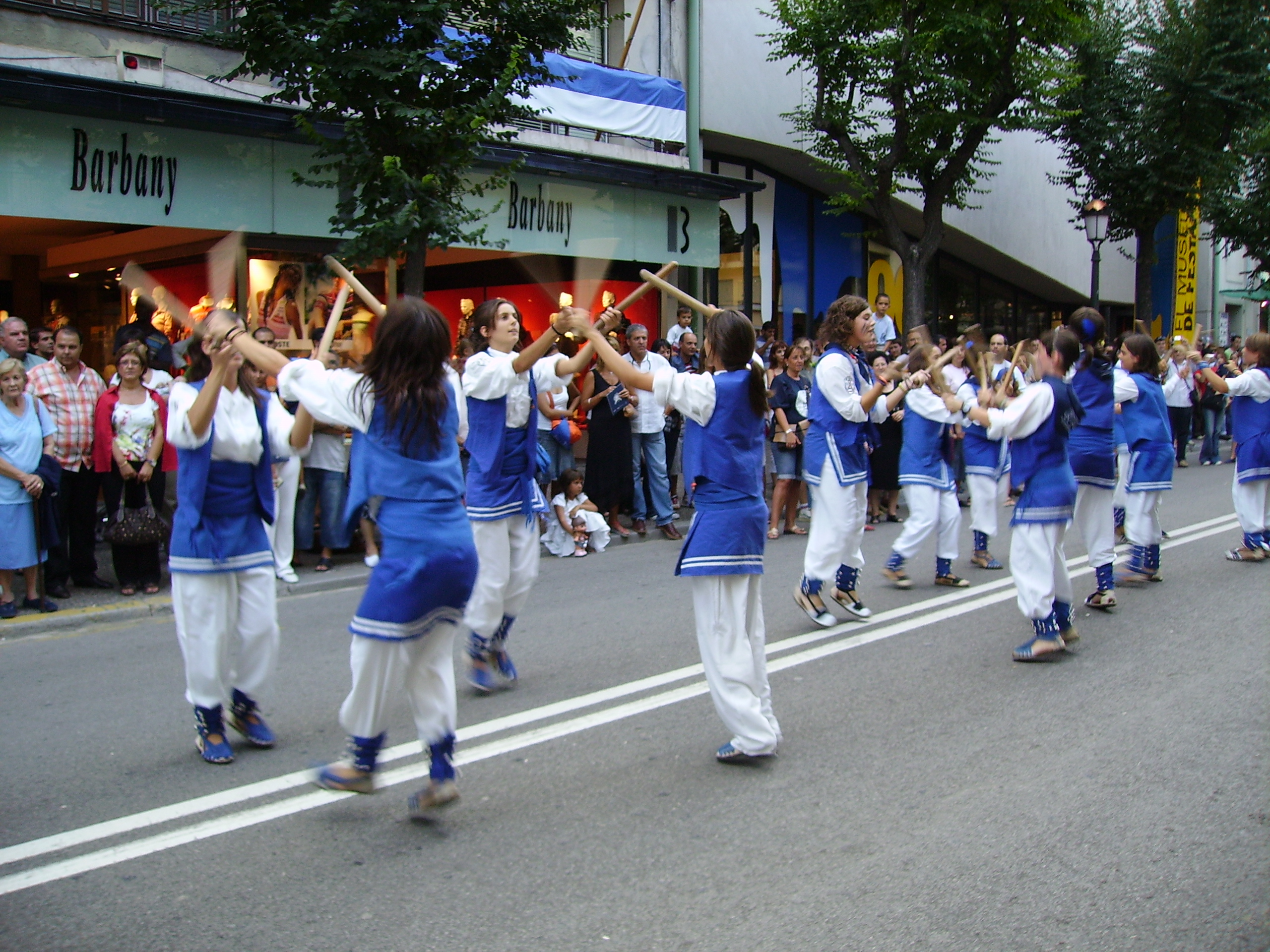
Els ballarins porten un faldellí blau ornamentat amb línies blanques a les vores

Un faldellí és una faldilla curta que hom sobreposa a una altra de més llarga o a uns pantalons. El faldellí pot ser d'un o dos pams de llarg i arriba, com a màxim, uns dits per sobre els genolls. És una peça emprada en alguns balls i danses tradicionals per a marcar certs moviments i donar espectacularitat. De vegades porten picarols cosits a les vores, que sonen quan el ballarí es mou. Poden tenir bandes rectes o ondulades d'un altre color a la vora. Cal no confondre'ls amb davantals.
Als Països Catalans sol formar part del vestuari dels bastoners i bastoneres als balls de bastons. Sol ser d'un color viu, com vermell o blau, i de vegades tenen una, dues o tres bandes rectes i blanques a la vora, a manera d'ornamentació. Antigament el faldellí era una mica més llarg i acampanat que els actuals, amb més els plecs verticals més marcats. D'aquesta manera, en voltar el bastoner, el faldellí s'inflava augmentant el seu volum i produint un efecte estètic més marcat. Actualment però, els faldellins dels bastoners són més arrapats i no tenen vol. En el cas dels bastoners, es tracta d'una peça en principi masculina, ja que aquesta dansa només la ballaven els homes. Les dones que s'han introduït en aquesta dansa al segle xx porten la roba tradicional dels homes.
El faldellí també és típic al ball de Valencians, que, malgrat el seu nom, és una dansa tradicional del seguici popular del Camp de Tarragona i altres zones de Catalunya. Els faldellins són més curts i amb més plecs que els dels balls de bastons. També solen ser d'un color viu, i també es porten sobre pantalons blancs, però la veta decorativa sol ser de color negre, igual que la faixa.
També el porten, per exemple, els homes (les dones porten faldilla) al ball de les Gitanes de Vilafranca del Penedès. Aquesta peça de roba la porten també els homes de danses tradicionals d'altres cultures de la Mediterrània, com per exemple a Grècia i a l'Orient Mitjà. Les dones que ballen danses gregues porten faldilles amples i més llargues. Al Magreb i a l'Orient, les dones que ballen, per exemple, balls de bastons, ho fan amb un mocador al maluc o amb roba femenina, no amb faldellins.